# Tretomyces microspora
Tretomyces microspora är en svampart som tillhör divisionen basidiesvampar, och som beskrevs av Kotir., Saaren. och Karl-Henrik Larsson. Tretomyces microspora ingår i släktet Tretomyces och familjen Atheliaceae. Arten är reproducerande i Sverige.